# Evanna Lynch
Evanna Lynch, irska filmska igralka, * 16. avgust 1991, Termonfeckin, Irska.

## Osebno življenje
Evana živi v Termonfeckinu, skupaj z očetom Donaldom, mamo Marguerite, starejšima sestrama Máiréad in Emily in mlajšim bratom Patrickom. Od septembra 2008 obiskuje 5. letnik Our lady's College v Greenhillsu. Evanna je že od nekdaj velika oboževalka sage o Harryju Potterju in po pripovedih njene družine tako rekoč obsedena »s serijami J.K. Rowling. Že kot mlada je pisala pisateljici J.K. Rowling pisma, v katerih je pisateljici sporočala, kako rada bi nastopila v enem izmed filmov, a obenem dvomila, ker je živela v tem majhnem in zaspanem mestecu Termonfeckin« kjer se nikoli ni nič zgodilo. Na njeno presenečenje, je pisateljica odgovorila in v pismu napisala naj ne bo prehuda na svoje mestece, saj ima prelepo ime in da je tudi Joanna Rowling prihajala iz majhnega in zaspanega mesteca. V letu 2003, ko je bila stara 11, je bila razočarana ker ne bo ena izmed prvih dobila pete knjige o Harryju Potterju saj je bila hospitalizirana v bolnišnici. Toda v bolnišnici je naletela na veliko srečo saj so se dogovorili, da so ji iz male knjigarne v bližini bolnišnice priskrbeli en izvod nove knjige. Njena ljubezen do zgodb Harryja Potterja je tako velika, da je njeno mačko poimenovala Dumbledore. Evanna v prostem času rada obišče spletno stran oboževalcev Harryja Potterja MuggleNet.

## Kariera
23. januarja 2006 je bilo razkrito, da bo Evanna, ki je bila stara štirinajst, igrala Loono Liupko (ang. Luna Lovegood), potem ko jo je oče odpeljal v London na avdicijo, kjer je premagala 15.000 mladih deklet, ki so se potegovala za to vlogo. Snemanje je začela konec februarja 2006 v Leavesden studiju v Angliji. Kot je sam režiser filma rekel: Imeli smo tri dekleta, ki so se potegovale za to vlogo, a one bi igrale Loono Liupko ne pa bile ona kot Evanna Lynch. Velik delež pri izbiri nje, je imela tudi sama pisateljica Harryja Potterja J.K. Rowling, ki se je pogovarjala z Evanno več kot 10 minut. Po pogovoru je imela Rowlingova za povedati le eno besedo. Popolno! Ker ima Evanna naravno temne blond lase, so ji za film lase čisto pobelili.
Na snemanju se je Evana spoprjateljila z Bonnie Wright (Ginny Weasley), Emma Watson(Hermiona Granger), Katie Leung(Cho Chang) in Afshan Azad (Parvati Patil). Posodila je tudi svoj glas v računalniški igri Harry Potter in Feniksov red in Harry Potter in Polkrvni princ.